# Kamil Bijowski
Kamil Bijowski (ur. 19 lutego 1993) – polski lekkoatleta specjalizujący się w biegach sprinterskich.1.10.2019r. otrzymał tytuł lekarza dentysty, kończąc kierunek lekarsko-dentystyczny na Uniwersytecie Medycznym w Białymstoku. Specjalizuje się w dziedzinie chirurgii onkologicznej szczękowo-twarzowej. 

## Kariera
W 2011 był członkiem reprezentacyjnej sztafety 4 x 100 metrów, która zdobyła w Tallinnie brązowy medal mistrzostw Europy juniorów. 
Medalista mistrzostw Polski seniorów ma w dorobku dwa srebrne medale (Szczecin 2014, Kraków 2015) oraz dwa brązowe (Bydgoszcz 2011, Bydgoszcz 2016 – sztafeta 4 x 100 m). 
Stawał na podium mistrzostw kraju w kategorii juniorów. Wraz z kolegami z klubu Podlasie Białystok latem 2011 dwukrotnie poprawiał juniorski rekord Polski w biegu rozstawnym 4 x 100 metrów. Biegł w drugim zespole Podlasia Białystok, który zajął trzecie miejsce w mistrzostwach Polski seniorów 2011 w sztafecie 4 x 100 metrów, ustanawiając rekord Polski juniorów – 40,85.
Rekordy życiowe:
- bieg na 100 metrów – 10,64 (22 czerwca 2012, Białystok) / 10,57 (9 czerwca 2012, Siedlce);
- bieg na 200 metrów – 21,66 (13 czerwca 2015, Siedlce).

## Osiągnięcia
| Rok  | Impreza                     | Miejsce   | Konkurencja        | Pozycja    | Wynik |
| ---- | --------------------------- | --------- | ------------------ | ---------- | ----- |
| 2011 | Mistrzostwa Europy juniorów | Tallinn   | sztafeta 4 x 100 m | 3. miejsce | 40,42 |
| 2012 | Mistrzostwa świata juniorów | Barcelona | sztafeta 4 x 100 m | 4. miejsce | 39,47 |